# Yongding (rivière)
Pour les articles homonymes, voir Yongding.
Le Yongding (chinois : 永定河) est une rivière du nord de la Chine. Elle est l'un des tributaires du fleuve Hai He. Elle est surtout connue pour être le plus grand cours d'eau qui traverse la ville de Pékin.

## Géographie
La rivière est longue de 650 km et draine un bassin de 47 016 km2. Elle prend sa source dans les monts Guancen, dans la province du Shanxi où elle est appelée « Cangqian » et coule vers le nord-est en Mongolie-Intérieure pour atteindre la province de Hebei.
Dans le xian de Huailai, le Yongding passe par le lac artificiel de Guanting, le plus grand réservoir à alimenter Pékin. Il entre dans la municipalité de Pékin à travers les Monts Xishan (en).
Il enter finalement dans la municipalité de Tianjin avant de former le Hai He. Ses eaux terminent leur course dans la mer de Bohai dans le district de Tanggu. Une partie de la rivière est dérivée avant Tianjin et coule directement vers la mer, ce chenal est appelé « Nouveau Yongding » (chinois : 永定新河).

## Traduction
- (en) Cet article est partiellement ou en totalité issu de l’article de Wikipédia en anglais intitulé « Yongding River » (voir la liste des auteurs).